# Puerto Carabuco (gemeente)
Puerto Carabuco is een gemeente (municipio) in de Boliviaanse provincie Eliodoro Camacho in het departement La Paz. De gemeente telt naar schatting 14.120 inwoners (2018). De hoofdplaats is Puerto Carabuco.